# 谢博尼耶尔
谢博尼耶尔（法語：Cherbonnières，法語發音：[ʃɛʁbɔnjɛʁ]）是法国滨海夏朗德省的一个市镇，位于该省东部，属于圣让当热利区。

## 地理
谢博尼耶尔（45°57'46"N, 0°20'20"W）面积16.58 平方千米，位于法国新阿基坦大区滨海夏朗德省，该省份为法国西部滨海省份，北起旺代省，西临大西洋，南至吉倫特省，东南接多爾多涅省，东北接德塞夫勒省接壤，东临夏朗德省。
与谢博尼耶尔接壤的市镇（或旧市镇、城区）包括：欧奈、日布尔讷、尼河畔卢瓦雷、帕耶、圣马丹德瑞耶、圣皮埃尔德瑞耶、维勒莫兰。

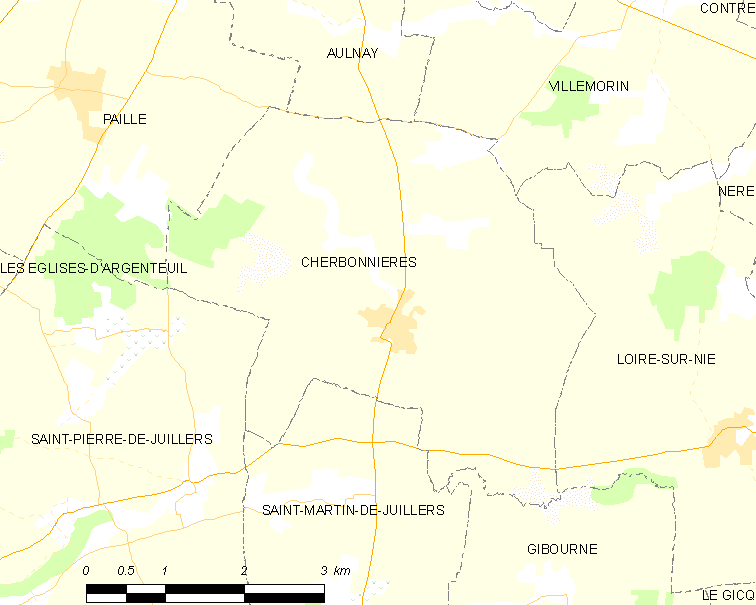
谢博尼耶尔的OSM定位图

谢博尼耶尔的时区为UTC+01:00、UTC+02:00（夏令时）。

## 行政
谢博尼耶尔的邮政编码为17470，INSEE市镇编码为17101。

## 政治
谢博尼耶尔所属的省级选区为马塔县。

## 人口

1962-2008年间谢博尼耶尔人口变化图示

谢博尼耶尔于2022年1月1日时的人口数量为340人。